# PAW Patrol
PAW Patrol (wörtlich übersetzt: Pfoten-Patrouille), oder PAW Patrol – Helfer auf vier Pfoten (Super-RTL-Version), ist eine kanadische Computeranimationsserie von Keith Chapman. 
Die Serie wird von Spin Master Entertainment und Guru Studio produziert. In Kanada strahlt der Sender TVOKids die Serie aus, die Pilotfolge der Serie lief im August 2013. Die ersten Folgen wurden am 12. August 2013 auf Nickelodeon in den USA ausgestrahlt. In Deutschland wurde sie zunächst vom 11. November 2013 bis Ende Oktober 2016 bei Nickelodeon ausgestrahlt. Seitdem wird sie in teilweise geänderter Synchronisation bei Super RTL und Toggo plus im Free-TV und von Nick Jr. im Pay-TV sowie bei Amazon Prime, Paramount+ und Netflix gezeigt. Außerdem veröffentlicht Leonine Distribution seit 2017 einige Folgen der Serie als Hörspiele mit dem Sprecher Tobias Diakow.
Seit 2023 gibt es ein Spin-off namens Rubble & Crew, das seit dem 25. Februar 2024 auch in Deutschland ausgestrahlt wird.

## Handlung
Die Serie handelt von dem Jungen Ryder und der PAW Patrol. Die PAW Patrol besteht aus zunächst sechs Hunden, von Ryder Fellfreunde genannt, die in jeder Folge den Menschen und Tieren in Adventure Bay (Abenteuerbucht) bei ihren Problemen helfen. Mit Fortschreiten der Staffeln werden die Abenteuer ungewöhnlicher, so kommen immer wieder auch Ufos vor und übernatürliche Dinge geschehen (z. B. Mega-Wachstum von Pflanzen). Die Hunde der PAW Patrol haben in der Serie jeweils verschiedene Ausrüstungen. Im Laufe der Staffeln erweitert sich der Aktionsradius über die Abenteuerbucht hinaus bis in die Arktis und den Dschungel. Parallel kommen zur PAW-Patrol-Zentrale noch eine fahrbare Zentrale (Paw-Patroller), eine fliegende Zentrale (Air-Patroller) und eine schwimmende Zentrale (Sea-Patroller) dazu.

## Entwicklung und Produktion
Die Serie wurde von Ronnen Harary, Anton Rabie und Ben Varadi, den Gründern und Eigentümern der Spin Master Corporation in Toronto, Kanada erfunden. Die drei Gründer vermarkteten schon 1994 während ihres Studiums Kinderspielzeug und stiegen 2005 mit Bakugan in die Produktion von Kinderserien ein, die rund um Spielzeuge konzipiert wurden. 2010 hatte Harary nach eigenen Angaben die Idee, das Konzept von wandlungsfähigen Maschinen für Kindergartenkinder einzusetzen. Bisher waren solche Spielzeuge wegen der nötigen Feinmotorik erst für Sechs- bis Elfjährige angeboten worden. Nach einem Aufruf an Spielzeugerfinder in aller Welt meldete sich Keith Chapman, der Erfinder von Bob der Baumeister, und schlug das Thema Rettungshunde vor. Als Vorteil wurde gesehen, dass Hunde auch Mädchen ansprechen könnten, während Bob der Baumeister zu 90 % von Jungen gesehen wird.
Als Zielgruppe wurden Kinder unterhalb des Schulalters, also von zwei bis sechs, definiert. 2012 stieg Nickelodeon ein und die Rechte wurden verteilt. Spin Master hält die Fernsehrechte für Kanada und die weltweiten Rechte für Spielzeug, Nickelodeon vertreibt die Serie in den USA und weltweit und lizenziert alle Produkte, die nicht Spielzeug sind. Die Partner haben jeweils einen prozentualen Anteil an den Erlösen des anderen. Die Produktionskosten der Serie tragen die Partner zu jeweils 50 %.
Die charakteristischen Sätze jeder Figur wurden so geschrieben, dass schon Dreijährige sie durch Wiederholung lernen und sich so als Teil der Handlung fühlen können. Die Gestaltung der Figuren wurde an die Erfordernisse von Spielzeug angepasst. Ursprünglich sollten die individuellen Fähigkeiten der Hunde in Werkzeugen aus überdimensionalen Rucksäcken stammen. Die Rucksäcke wurden verkleinert und so gestaltet, dass sie im Spielzeug von Kleinkindern geöffnet werden können.
Die Synchronsprecher werden regelmäßig ausgewechselt, bei den männlichen spätestens wenn sie in den Stimmbruch kommen. Sprecher werden typischerweise alle zwei Wochen für etwa drei Stunden beschäftigt, das Jahresgehalt wurde 2017 auf etwa 35.000 kanadische Dollar geschätzt.
Die Erstausstrahlung in den USA fand am 12. August 2013 auf Nickelodeon statt. Etwa ein halbes Jahr später kamen die ersten Spielzeuge in den Handel, so dass eine Marktdurchsetzung im Kinderfernsehen bereits erfolgt war. Die TV-Serie ist nach Angaben von Spin Master nicht rentabel und soll es auch nicht sein. Die Gewinne stammen aus dem Verkauf von Spielwaren und Lizenzprodukten. Die Zeitung Globe and Mail aus Toronto kam 2017 zum Schluss:

„Paw Patrol is a television show about young dogs who are never cynical, that is nevertheless devoted to transforming […] your child into a consumer before he or she can read.“

„Paw Patrol ist eine Fernsehserie über Hunde, die niemals zynisch sind, die aber trotzdem dafür bestimmt ist, dein Kind in einen Verbraucher zu verwandeln, bevor es lesen kann.“

## Figuren

### Hauptfiguren – die PAW Patrol / Mighty Pups
- Ryder ist ein zehnjähriger Junge. Er ist Anführer, Retter und Lehrer der Hunde. Er hat ein großes Herz, ist furchtlos und besitzt die nötigen Fähigkeiten für erfolgreiche Missionen.
- Chase (Kennnummer 02 / Farbe: blau) ist ein deutscher Schäferhund. Er ist sportlich und übernimmt gerne das Kommando, deshalb ist er stets als erster zur Stelle. Chase muss stets wachsam sein, denn er ist gegen Katzen und Federn allergisch. Seine Standard-Sprüche lauten „Ein klarer Fall für Chase“ und „Diese Pfoten sind dein Freund und Helfer“ (Nickelodeon-Variante) bzw. „Das ist ein Fall für Chase“ (Super RTL Variante). Chase hat wie einige andere Hunde auch zwei Ausrüstungsvarianten. Als Polizist mit Polizeimütze verfügt er über ein Polizeiauto mit Warnhütchen und Megafon, in seinen Rucksack ist eine Tennisballkanone (die aber auch alles andere abschießen kann) eingebaut. Als Geheimagent trägt er einen Helm, in dem eine Nachtsicht-/Wärmebildkamera eingebaut ist, und Saugnapf-Schuhe, mit denen er Wände hoch gehen kann. Der Rucksack enthält dann eine Seilrutsche, die nach oben ausfährt und Seile nach vorne und hinten verschießt. Das Auto enthält eine Radarantenne, um die Flugdrohnenkamera zu steuern. Zudem sind verschiedene Elemente am Auto verändert. Die Reifen sind breiter und tragen einen grünen Zierstreifen.
- Marshall (Kennnummer 03 / Farbe: rot) ist ein etwas tollpatschiger Dalmatiner, den man schnell begeistern kann. Marshall ist sehr freundlich, auch zu allen Tieren. Er spielt, ebenso wie Skye, gerne den Fellfreund-Boogie (Bell-Bell-Boogie). Sein Standard-Spruch lautet „Ich bin ein Wuff-Wuff-Rettungshund“ (Nickelodeon) bzw. „Marshall macht's“ (Super RTL). Auch Marshall hat zwei Kostümvarianten. Als Feuerwehrmann trägt er einen Helm und trägt in seinem Rucksack Wasserdüsen. Sein Fahrzeug ist dann ein Feuerwehrauto mit Drehleiter. Die zweite Uniform von Marshall ist der Sanitäter, bei der er an seinem Helm eine Lampe trägt. Der Rucksack enthält ein Röntgengerät und Verbandszeug. Das Fahrzeug ist dann ein Ambulanzwagen, der jedoch nie geöffnet oder beladen wird.
- Skye (Kennnummer 04 / Farbe: rosa) ist eine furchtlose und schlaue Cockapoohündin (eine Mischung aus Cockerspaniel und Pudel). Sie liebt es, in ihrem Helikopter oder mit den Flügeln aus ihrem Rucksack zu fliegen. Skye meistert jede Situation mit einem Lächeln. Sie spielt, wie Marshall, gerne den Fellfreund-Boogie. Ihre Standard-Sprüche lauten „Ich heb gleich ab“ und „Diese Pfoten haben Flügel“ (Nickelodeon) bzw. „Ich bin der Flughund“ (Super RTL). Skye hat in ihrem Rucksack immer ihre Flügel mit Düsenantrieb dabei, ihr Hubschrauber verfügt über eine Seilwinde mit langem Seil. Skye hat keine zweite Ausstattung, zudem ist ihr Rucksackequipment mit der Funktion ihres Fahrzeuges weitestgehend deckungsgleich.
- Rocky (Kennnummer 05 / Farbe: grün) ist ein Mischling, der immer alles dabei hat, was gebraucht wird. Er ist sehr enthusiastisch und hat hunderte Ideen. Er selbst ist der einzige Hund in der Serie, der eine Phobie (Aquaphobie, also Angst vor Wasser) hat. Trotzdem ist er mit Zuma befreundet. Seine Standard-Sprüche lauten „Grün heißt los“ und „Nichts verschwenden, wieder verwenden“ (Nickelodeon) bzw. „Nichts verschwenden, wieder verwenden“ und „Rocky rockt“ (Super RTL). Rocky trägt in seinem Rucksack Greifer und Werkzeug für alle Belange dabei. Anders als bei Chase oder Marshall bleibt das Outfit von Rocky immer gleich, sein Fahrzeug hat allerdings zwei Modi. Als Müll-/Recyclingwagen enthält es alles gerade benötigte Material (und einiges mehr). Zudem ist es mit einem Gabelstapler ausgestattet. Zum anderen kann sich das Fahrzeug in einen Schlepper verwandeln, der zudem noch über eine Arbeitsplattform verfügt. Damit ist Rocky, obwohl wasserscheu, der einzige Hund neben Zuma, der über ein Wassergefährt verfügt.
- Rubble (Kennnummer 06 / Farbe: gelb) ist eine grobe, aber liebenswerte englische Bulldogge. Er weiß alles über Skate- und Snowboards. Außerdem liebt er es, schmutzig zu sein und anschließend schnell in die Badewanne zu hüpfen. Keine Aufgabe ist für Rubble unlösbar, er hat aber Angst vor Spinnen und immer sehr großen Appetit. Seine Standard-Sprüche lauten „Rubble macht es rucki zucki“ (Nickelodeon) bzw. „Rubble ist der Retter“ (Super RTL). Rubble hat wie Rocky nur eine Uniform, dafür aber zwei Ausstattungsvarianten an seinem Fahrzeug. Sein „Baggerlader“, wie ihn Ryder nennt, hat vorn eine Ladeschaufel. Hinten ist je nach Bedarf ein Kran oder ein Bohrer befestigt.
- Zuma (Kennnummer 07 / Farbe: orange) liebt Wasser. Dieser braune Labradorrüde liebt es außerdem, zu lachen und zu surfen. Zuma ist ein sehr ruhiger und entspannter Welpe. Obwohl Zuma Wasser liebt und Rocky nicht, sind die beiden befreundet. Sein Standard-Spruch lautet „Volle Kraft voraus“ (Nickelodeon) bzw. „Ab ins Wasser“ (Super RTL). Er fährt mit seinem Luftkissenfahrzeug, auch Hovercraft genannt, und einem U-Boot zu seinen Missionen.

### Gelegentliche Mitglieder der PAW Patrol
- Everest (Kennnummer 09 / Farbe: türkis) ist eine Husky-Hündin, die in den Bergen bei Jake lebt. Sie liebt Snowboardfahren und fährt ein Schneemobil. Sie wurde in der zweiten Staffel Folge 32 „Ein neuer Fellfreund“ mit dem Standard-Spruch „Bei Schnee und Eis, ist doch klar, bin ich da“ oder auch „Eis und Schnee sind mein Metier“ eingeführt dazu kommt noch „weg von Zuhaus kenn ich mich aus“.
- Tracker (Kennnummer 11 / Farbe: braun) ist ein Chihuahua. Er lebt bei Carlos im Dschungel und ist häufig unsicher. Er hilft der Paw Patrol seit der dritten Staffel Folge 67 „Hier kommt Tracker“ mit dem Standard-Spruch „Ich bin ganz Ohr“.
- Rex (Kennnummer 13 / Farbe: lindgrün) ist ein Berner Sennenhund. Er lebt in der Dino Wildnis und spricht die Dinosaurier-Sprache. Rex taucht zum ersten Mal in der Folge „Dino-Rettung: Die Welpen und das Dino-Ei“ der siebten Staffel auf.

## Synchronisation
Im Rahmen des deutschen Senderwechsels von Nickelodeon zu Super RTL wurde das Synchronisationsteam geändert. Laut Super RTL begründete man dies mit der Absicht, die Sprache und Lieder zu vereinfachen und so kleine Kinder besser zu erreichen. Gleichzeitig sollte die sprachliche Umsetzung mehr auf den europäischen Kulturkreis abgestimmt werden. „[S]ympathischere, wärmere und passendere Stimmen“ wurden gewählt, so dass Kinder die Charaktere klarer voneinander unterscheiden können.
- Version: 1. Synchro (Nickelodeon):[7] Hamburger Synchron GmbH als Synchronfirma; Christine Pappert als Dialogregisseurin
- Version: 2. Synchro (Super RTL 2017):[8] Studio Hamburg Synchron GmbH als Synchronfirma; Susanne Sternberg als Dialogregisseurin

| Rolle    | englische Sprecher                                                                 | deutsche Sprecher | deutsche Sprecher    |
| Rolle    | englische Sprecher                                                                 | Nickelodeon       | Super RTL            |
| -------- | ---------------------------------------------------------------------------------- | ----------------- | -------------------- |
| Ryder    | Owen Mason (Staffeln 1–2) Elijha Hammill (Staffel 3) Jaxon Mercey (seit Staffel 4) | Tim Kreuer        | Julian Henneberg     |
| Marshall | Gage Munroe (Staffel 1) Drew Davis (seit Staffel 2)                                | Simona Pahl       | Arlette Stanschus    |
| Rubble   | Devan Cohen                                                                        | Oliver Böttcher   | Ivo Möller           |
| Chase    | Tristan Samuel (Staffel 1–2) Max Calinescu (seit Staffel 3)                        | Patrick Bach      | Flemming Stein       |
| Rocky    | Stuart Ralston (Staffel 1–2) Samuel Faraci (seit Staffel 3)                        | Dagmar Dreke      | Timo Kinzel          |
| Zuma     | Emma Thorne                                                                        | Dagmar Dreke      | Julia Fölster        |
| Skye     | Kallan Holley                                                                      | Mia Diekow        | Katharina von Keller |

| Rolle                                                                        | englische Sprecher                                        | deutsche Sprecher | deutsche Sprecher |
| Rolle                                                                        | englische Sprecher                                        | Nickelodeon       | Super RTL         |
| ---------------------------------------------------------------------------- | --------------------------------------------------------- | ----------------- | ----------------- |
| Everest                                                                      | Berkley Silverman (seit Staffel 2)                        | Lotta Doll        | Liza Ohm          |
| Tracker                                                                      | David Lopez (seit Staffel 3)                              | Robert Knorr      | Robert Knorr      |
| Bürgermeisterin Goodway (Nickelodeon) Bürgermeisterin Gutherz (Super RTL)    | Deann de Gruijter                                         |                   | Tina Eschmann     |
| Bürgermeister Humdinger (Nickelodeon) Bürgermeister Besserwisser (Super RTL) | Ron Pardo                                                 |                   | Sven Dahlem       |
| Alex                                                                         | Christian Distefano                                       | Christine Pappert | Leander Elias     |
| Katie                                                                        | Katherine Forrester                                       | Franciska Friede  | Franziska Trunte  |
| Jake                                                                         | Scott McCord                                              |                   | Jesse Grimm       |
| François                                                                     | Peter Cugno                                               | Robert Missler    | Robert Missler    |
| Cap'n Turbot (Nickelodeon) Käpt'n Tollpatsch (Super RTL)                     | Ron Pardo                                                 | Robert Missler    | Tim Niebuhr       |
| Al (Nickelodeon) Bauer Alfred (Super RTL)                                    | Ron Pardo                                                 |                   |                   |
| Yumi (Nickelodeon) Bäuerin Jumi (Super RTL)                                  | Hiromi Okuyama (Staffel 1) Stephany Seki (seit Staffel 2) |                   | Elena Wilms       |
| Mr. Porter (Nickelodeon) Herr Pfeffer (Super RTL)                            | Blair Williams                                            |                   | Burkhard Schmeer  |
| Danny (Nickelodeon) Draufgänger Danny X (Super RTL)                          | Daniel DeSanto Jonathan Malen                             |                   | Florian Leroy     |

## Rubble & Crew
Im Februar 2023 startete auf dem kanadischen Sender Treehouse TV der Ableger Rubble & Crew. Die Story dreht sich um PAW-Patrol-Mitglied Rubble, eine Englische Bulldogge, die in der Baubucht mit ihren Familienmitgliedern ein Bauunternehmen gründet und in jeder Folge ein Bauprojekt umsetzt. Im Deutschland überträgt Toggo seit dem 25. Februar 2024 die Folgen.

## Kritik
Die Kinderserie wird dafür kritisiert, stereotype Geschlechterrollen zu reproduzieren. Deutschlandfunk Kultur bewertet Paw-Patrol als Paradebeispiel für das Schlumpfine-Prinzip: 

„Von den sechs Hauptfiguren ist nur eine weiblich: Skye trägt rosa, spricht mit piepsiger Stimme und rettet häufig niedliche Häschen oder Kätzchen, während die Jungs Brände löschen oder dicke Brocken wuchten.“

 In späteren Staffeln kam als zweiter weiblicher Charakter zwar Everest hinzu, was allerdings laut Ravna Marin Siever kaum dazu beiträgt, die Rollenklischees aufzubrechen. Es gäbe „reichlich zu rettende weibliche Charaktere“, welche die Schlussfolgerung nahelegten: 

„Frauen haben Probleme und ein kleiner Junge kann sie im Handumdrehen lösen.“

 Die Einzigen aus dem Rettungsteam, welche Emotionen wie Furcht zeigten, seien dabei die Hündinnen Skye und Everest, deren Einsatzfahrzeuge gleichzeitig am wenigsten Verwendungszweck hätten. Die weiblichen Charaktere zeichneten sich durch ihre Passivität aus: 

„Insbesondere Skye darf auch meist nichts aktiv tun, sondern hat eine beobachtende und berichtende Rolle.“

Die Serie wird ebenfalls kritisiert für ihre optische und akustische Inszenierung, die für das Gehirn jüngerer Kinder überfordernd sein kann, da diese so in der Lebensrealität in dieser Intensität normalerweise nicht vorkommt.

„Nicht nur optisch, auch akustisch setzt die Serie auf maximale Reizüberflutung. Die Szenen wechseln rasant, alles ist bunt, ständig wird aufgeregte, actiongeladene Musik eingesetzt, und die Dialoge sind extrem niederschwellig – selbst für Kinder.“